# Partido Nacional Bretón
El Partido Nacional Bretón (bretón Strollad Broadel Breizh) fue un partido político bretón con un fuerte carácter nacionalista, que tuvo actividad política entre 1933 y 1944. 
Se fundó en 1933 por Olier Mordrel junto a otros antiguos militantes del Partido Autonomista Bretón. Su carácter era fuertemente nacionalista, y los contenidos corporativistas y autoritarios profascistas se mezclaban con la acción directa y el insurreccionismo influido por el Sinn Féin irlandés, aunque se definía ideológicamente como na ruz na gwenn (“Ni rojo ni blanco” en referencia a izquierda o derecha). Se le unirían Frañsez Debauvais, Yann Goulet, Yann Bricler, Guieysse y Celestin Lainé, el cual propondría la creación de un kardevenu (ejército armado), que tomaría el nombre de la bandera bretona, Gwenn ha du (Blanco y Negro) y cometería algunos estragos. Mantuvieron contactos con la organización Ahnenerbe de las SS y el círculo de celtólogos de Múnich por vía indirecta de los autonomistas alsacianos, intensificada entre 1938 y 1939.
En 1933 Olier Mordrel aprobó el programa del partido, Strolladar ar Gelted Adsavet (Por un partido bretón de los celtas revividos), donde afirmó que el partido aspiraba a la construcción de un estado bretón con colonias que anexionarían regiones limítrofes; también pretendía excluir de los cargos públicos a los "extranjeros y razas latinas", se mostró partidario de la pequeña y mediana propiedad pero a su vez proponía socializar la gran propiedad (como vía intermedia entre el capitalismo y el socialismo).
- Datos: Q3141006
- Multimedia: Parti national breton / Q3141006